# Joan Ragolta Salvador
Joan Ragolta Salvador (Treumal, Fenals d'Aro,1860- Calonge, 1928) fou un propietari calongí i cap del sometent de Calonge i La Bisbal. Amb l'herència del seu oncle, Ponç Ragolta Lloret (Treumal, Fenals d'Aro, 1821 - Barcelona, 1897) un indiano que morí després dels seus fills Caterina i Lluís, va poder encarregar al mestre de cases Joan Albertí Salvador (àlies Ferriol) una casa de tres plantes i badalot, coneguda com a Can Rusques (1901), al peu de la carretera de La Bisbal, aprofitant les pedres de l'antiga torre de l'homenatge del castell.
Casat amb Genoveva Plana i Bellver (Calonge, 1863-1947), tingueren quatre fills: Rosa, Felícia, Enrica i Ponç. El 31 de març de 1906 fou nomenat cap del sometent del districte de Calonge i La Bisbal. Fou gran amic de Pere Josep Casademont Salvador (Calonge, 1878-1960) que feu estades a Londres com a apoderat de la família Roura. Propietari de diversos immobles, el 1922 signà un contracte de lloguer amb Ernest Rotllant impulsor de la Fonda Mundial de Calonge.